# Colonia las Flores, Puebla
Colonia las Flores är en ort i Mexiko.   Den ligger i kommunen Guadalupe och delstaten Puebla, i den sydöstra delen av landet, 180 km sydost om huvudstaden Mexico City. Colonia las Flores ligger 1 120 meter över havet och antalet invånare är 125.
Terrängen runt Colonia las Flores är kuperad österut, men västerut är den platt. Colonia las Flores ligger nere i en dal. Runt Colonia las Flores är det ganska tätbefolkat, med 58 invånare per kvadratkilometer. Närmaste större samhälle är Acatlán de Osorio, 13,6 km norr om Colonia las Flores. I omgivningarna runt Colonia las Flores växer huvudsakligen savannskog.